# Гриммель, Иоганн Элиас

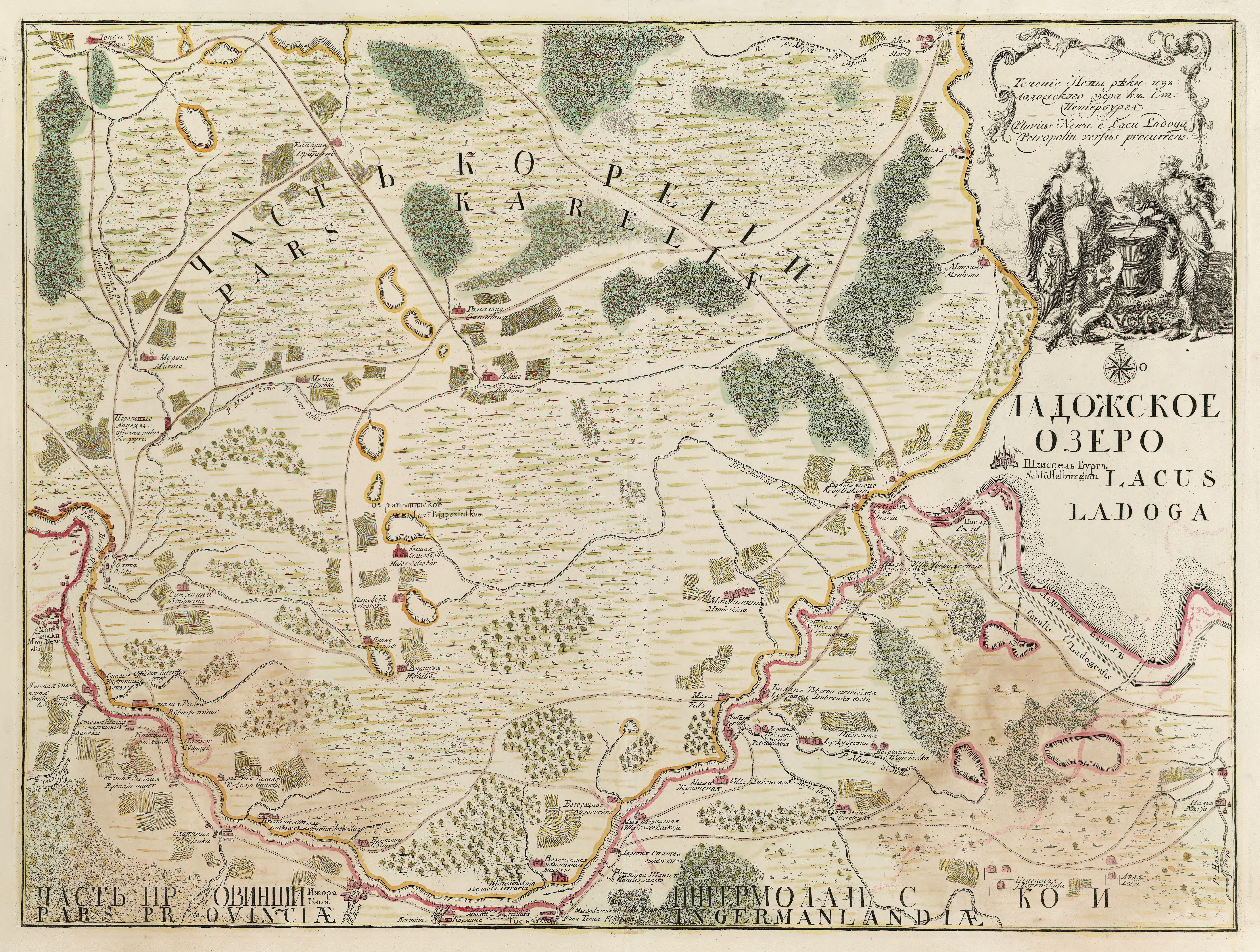
Карта течения Невы от Ладожского озера до Санкт-Петербурга. На русском и латинских языках.

Иоганн Элиас Гриммель (нем. Johann Elias Grimmel, Мемминген, Бавария, 1703—1758, Санкт-Петербург) — немецкий рисовальщик и живописец. Учился в Вене. В 1741 г. по приглашению Я. Штелина работал в Санкт-Петербурге. Преподавал в Рисовальной палате Академии наук, заняв место Б. Тарсиа и проработал там семнадцать лет. Выполнял различные декоративные работы, проекты фейерверков по «инвенциям» Я. Штелина. Писал картины, иконы. Через его «рисовальную науку» прошли многие русские рисовальщики и гравёры: Я. В. Васильев, Е. Г. Виноградов, А. А. Греков, М. И. Махаев, а также будущие мозаичисты Е. Т. Мельников и М. В. Васильев.